# Viggo Fischer
Viggo Fischer (født 22. maj 1943) er dansk tidligere folketingspolitiker og politisk ordfører for Det Konservative Folkeparti.
Fischer er fiskersøn fra Karrebæksminde. Allerede som 18-årig havde han sit eget firma.
Mens han studerede, var han formand for Konservative Studenter og medlem af konsistoriums forretningsudvalg ved universitetet. I 1975 blev han cand.phil. i samfundsfag fra Københavns Universitet og underviste i international og dansk politik nogle år.
Han blev valgt ind i Folketinget i 1984. Der var han formand for Udenrigsudvalget 1987–1990 og Sikkerhedspolitisk Udvalg 1993–1994. Han var formand for det konservative programudvalg vedrørende "Frihed i fællesskab" vedtaget 1992.
Han var tillige politisk ordfører 1990–1991 for den konservative folketingsgruppe.
Fischers karriere i Folketinget endte ved folketingsvalget i 1994, da han mistede sit mandat. Det skete i kølvandet på Tamilsagen, hvor han blev afhørt og landskendt på grund af sin beskedne erindring.
Ved sit 10-årsjubilæum som MF blev han 15. februar 1994 Ridder af Dannebrog. Han er også ridder af Den polske Folkerepubliks Fortjenstorden.
I årene 1987-2013 var Fischer formand for Den Danske Afghanistan Komité. Efterfølgende var han seniorrådgiver for komiteen. I 2002 blev han udpeget som personligt medlem af Rådet for Internationalt Udviklingssamarbejde.
I 2005 udgav han bogen Afghanistan – besættelse, borgerkrig og befrielse,
en akademisk bog med Afghanistans historie fortalt strengt kronologisk.
I 2009 og 2010 var han offentligt kritisk overfor partiets politik.
Op til partiets landsråd i 2009 havde han støttet Peter Norsks modkandidatur overfor Lene Espersen.
I januar 2016 meldte han sig ud af Det Konservative Folkeparti i protest mod partiets udlændingepolitik.
I maj 2018 fik han udgivet bogen Friheden er altid udfordret - Erindringer og Erfaringer med forord af Hans Engell.
I april 2020 udgav han bogen "Kina - Den truende supermagt" med kritik af det kinesiske magtapparat og fokus på de kinesiske demokratiforkæmpere, som oplæg til ny Kina-politik.
I februar 2024 udgav han Kan vi undgå en ny storkrig? - Europas frihed på spil.